# White Springs (Florida)
White Springs es un pueblo ubicado en el condado de Hamilton en el estado estadounidense de Florida. En el Censo de 2010 tenía una población de 777 habitantes y una densidad poblacional de 162,87 personas por km².

## Geografía
White Springs se encuentra ubicado en las coordenadas 30°19′55″N 82°45′22″O / 30.33194, -82.75611. Según la Oficina del Censo de los Estados Unidos, White Springs tiene una superficie total de 4.77 km², de la cual 4.77 km² corresponden a tierra firme y (0.11%) 0.01 km² es agua.

## Demografía
Según el censo de 2010, había 777 personas residiendo en White Springs. La densidad de población era de 162,87 hab./km². De los 777 habitantes, White Springs estaba compuesto por el 48.26% blancos, el 48.52% eran afroamericanos, el 0% eran amerindios, el 0.26% eran asiáticos, el 0% eran isleños del Pacífico, el 1.67% eran de otras razas y el 1.29% pertenecían a dos o más razas. Del total de la población el 3.35% eran hispanos o latinos de cualquier raza.